# Villiers-le-Morhier
Villiers-le-Morhier és un municipi francès, situat al departament de l'Eure i Loir i a la regió de Centre – Vall del Loira. L'any 2007 tenia 1.329 habitants.

## Demografia

### Població
El 2007 la població de fet de Villiers-le-Morhier era de 1.329 persones. Hi havia 496 famílies, de les quals 96 eren unipersonals (40 homes vivint sols i 56 dones vivint soles), 156 parelles sense fills, 216 parelles amb fills i 28 famílies monoparentals amb fills.
La població ha evolucionat segons el següent gràfic:
Habitants censats

### Habitatges
El 2007 hi havia 615 habitatges, 495 eren l'habitatge principal de la família, 92 eren segones residències i 28 estaven desocupats. 571 eren cases i 8 eren apartaments. Dels 495 habitatges principals, 455 estaven ocupats pels seus propietaris, 32 estaven llogats i ocupats pels llogaters i 8 estaven cedits a títol gratuït; 2 tenien una cambra, 12 en tenien dues, 56 en tenien tres, 116 en tenien quatre i 309 en tenien cinc o més. 424 habitatges disposaven pel capbaix d'una plaça de pàrquing. A 195 habitatges hi havia un automòbil i a 271 n'hi havia dos o més.

### Piràmide de població
La piràmide de població per edats i sexe el 2009 era:
| Homes | Edats   | Dones |
| ----- | ------- | ----- |
| 0     | 95 o +  | 0     |
| 0     | 90 a 94 | 0     |
| 4     | 85 a 89 | 16    |
| 4     | 80 a 84 | 4     |
| 12    | 75 a 79 | 8     |
| 20    | 70 a 74 | 28    |
| 40    | 65 a 69 | 28    |
| 12    | 60 a 64 | 24    |
| 20    | 55 a 59 | 36    |
| 60    | 50 a 54 | 40    |
| 80    | 45 a 49 | 60    |
| 60    | 40 a 44 | 60    |
| 44    | 35 a 39 | 60    |
| 32    | 30 a 34 | 44    |
| 16    | 25 a 29 | 28    |
| 40    | 20 a 24 | 12    |
| 52    | 15 a 19 | 28    |
| 48    | 10 a 14 | 44    |
| 60    | 5 a 9   | 20    |
| 36    | 0 a 4   | 40    |

## Economia
El 2007 la població en edat de treballar era de 885 persones, 648 eren actives i 237 eren inactives. De les 648 persones actives 605 estaven ocupades (329 homes i 276 dones) i 43 estaven aturades (16 homes i 27 dones). De les 237 persones inactives 80 estaven jubilades, 75 estaven estudiant i 82 estaven classificades com a «altres inactius».

### Ingressos
El 2009 a Villiers-le-Morhier hi havia 506 unitats fiscals que integraven 1.369 persones, la mediana anual d'ingressos fiscals per persona era de 23.259 €.

### Activitats econòmiques
Dels 32 establiments que hi havia el 2007, 2 eren d'empreses extractives, 2 d'empreses alimentàries, 1 d'una empresa de fabricació d'altres productes industrials, 6 d'empreses de construcció, 3 d'empreses de comerç i reparació d'automòbils, 1 d'una empresa de transport, 2 d'empreses d'hostatgeria i restauració, 4 d'empreses immobiliàries, 5 d'empreses de serveis, 3 d'entitats de l'administració pública i 3 d'empreses classificades com a «altres activitats de serveis».
Dels 7 establiments de servei als particulars que hi havia el 2009, 2 eren guixaires pintors, 2 fusteries, 1 lampisteria, 1 restaurant i 1 agència immobiliària.
L'únic establiment comercial que hi havia el 2009 era una fleca.
L'any 2000 a Villiers-le-Morhier hi havia 6 explotacions agrícoles.

## Equipaments sanitaris i escolars
El 2009 hi havia una escola elemental.

## Poblacions més properes
El següent diagrama mostra les poblacions més properes.